# 미치 탤벗
미치 러셀 탈보트(Mitchell Russell Talbot, 1983년 10월 17일 ~ )는 전 중화 직업봉구 대연맹 Lamigo 몽키스의 선수이다.

## 아마추어 시절
여섯 형제 중 막내인 탤벗은 유타주 세다 시티의 캐논뷰 고등학교를 졸업했다. 고교야구 시즌 동안 솔트 레이크 트리뷴지의 올스테이트 세컨드 팀(All-State second team)의 멤버였다.

## 미국 프로야구 시절
2002년 신인 드래프트에서 휴스턴 애스트로스의 2라운드 지명을 받았고, 마이너 리그 생활만 유지하다가 2006년 벤 조브리스트와 함께 오브리 허프와 2:1로 탬파베이 레이스로 트레이드되었다. 2008년 9월 15일이 돼서야 본격적으로 메이저 리그 생활을 시작하게 된다. 2009년 12월 21일 그는 켈리 쇼팩과 클리블랜드 인디언스에 1:1로 트레이드된다. 2010년 메이저 리그 클리블랜드에서 10승 13패를 거두었다. 하지만 2011년 10월 20일 FA 자격을 얻었다. 메이저 리그 시절에 친하였던 대한민국 선수로는 탬파베이 시절에 함께하였던 투수 류제국과 서재응 등이 있다.

## 한국 프로야구 시절

### 삼성 라이온즈시절
메이저 리그 10승 경력을 높이 사서, 2011년 12월 2일 삼성 라이온즈에 영입되어 2012년에 활약했다. 그의 삼성행에는 저스틴 저마노가 영향을 주었으며, KIA전에 강한 모습을 보여 주었다. 그 해 14승 3패를 거두어 승률왕을 차지했다. 하지만 정규 시즌 막판 팔꿈치에 이상을 보인 것으로 인해 팔꿈치 부상을 우려하였던 삼성 라이온즈에서는 그를 보류선수 명단에 넣기는 했으나 재계약을 유보하였다. 결국 우려가 현실이 되면서 삼성 라이온즈는 재계약 불가 통보와 함께 2013년 1월 6일에 탈보트를 임의탈퇴 공시했고, 동시에 대체 선수로 네덜란드 본토 출신의 릭 반덴허크와 계약하였다. 이후 마이애미 말린스와 뉴욕 메츠에서 마이너 리그생활을 하였다.

## 대만 프로야구 시절
2014년 8월 대만 프로 야구팀 Lamigo 몽키스와 계약을 맺고 입단하여 정규시즌 6경기 출장하여 3승 3패 2.60의 방어율을 기록했고 타이완 시리즈에 출전하여 우승에 기여했다.

## 한국 프로야구 복귀

### 한화 이글스시절
다시 대한민국 무대에 도전하고 싶었던 그는 에이전트를 통하여 원 소속 팀이었던 삼성 구단에 임의탈퇴 해제를 요청하였고, 이에 구단에서 동의하여 해제하였다. 2014년 12월 5일 한화 이글스와 60만 달러에 계약을 체결하면서 3년만에 한국프로야구에 복귀하였다.
2015년 6월 9일 대구에서 열린 삼성 라이온즈와의 주중 3연전 첫 경기에서 KBO 리그 개인 첫 완투승을 거두었다. 2015년 9월 26일 넥센 히어로즈와의 경기에서 6과 3분의 1이닝 무실점을 기록하며 한국프로야구 복귀 3년 만에 10승을 거두었다. 이로써 한화 이글스는 2011년 류현진 이후 4년만이자 외국인 선수로써는 2007년 세드릭 바워스 이후 8년 만에 10승 투수를 배출하였다.
2015년 1군 30경기에 등판해 10승 11패, 평균자책점 4.72를 기록하였다.
시즌 후 재계약이 논의되었으나, 메디컬 테스트 결과 시즌 중 통증이 있었던 허리 부위에 부상 재발이 우려된다는 소견을 받았다. 결국 부상 우려로 인해 한화와 재계약에 실패하여 완전히 자유계약 공시됐다.

## 대만 프로야구 복귀
2016년 Lamigo 몽키스에서 활동했다.